# GOLDEN★AGE
『GOLDEN★AGE』（ゴールデン エイジ）は、寒川一之による日本の漫画作品。

## 概要
『週刊少年サンデー』（小学館）にて、2006年21・22号から2009年2・3号まで連載され、その後ウェブコミック誌『ソク読みサンデー』（2009年3月25日から2009年8月25日まで『クラブサンデー』）にて第2シリーズ『GOLDEN★AGE 2nd leg』（ゴールデン エイジ セカンドレグ）が隔週連載されていた。同日をもって連載終了した。
本作は中学校の部活を舞台に繰り広げられるサッカー漫画である。2006年に開催されたW杯の1ヶ月ほど前に連載が開始された。なお本作中では作者の意向で昔ながらのサッカーボールが用いられている。『週刊少年サンデー』連載時の話数は「GOAL○」と表記されていたが、『2nd leg』では「第○話」という表記であった。

## あらすじ
主人公の白河唯はJリーグ1部・茅ヶ崎シーサーペンツのジュニアユースに所属、チームメイトの浦田虎昌やブラジル人留学生のナリアと共に将来を期待されていた。しかしシーサーペンツの親会社が経営不振に陥り、チームは解散となってしまう。
その後、唯の元にはJリーグのチームから複数のオファーがあったものの、入学した鴎ヶ崎中学（通称「かもめ中」）で偶然近江舷也と出会いその才能の片鱗を目撃。彼を自分の探し求めた選手だと直感した唯は、周囲の反対を押し切り、かもめ中サッカー部への入部を決める。しかし、かもめ中サッカー部は湘南地区最弱と言われ、まともな部員は3人だけ。残りは部員とは名ばかりの近江を中心とした不良軍団であり、部室はその溜まり場と化していた。
そんなかもめ中サッカー部だが、唯は不良達に一緒にサッカーをやろうと呼びかける。初めはサッカーをする事を渋っていた近江達であったが、唯との関わりを通じて次第に練習に参加にするようになり、サッカーに魅せられてゆく。近江も徐々にその才能を発揮していくが、彼のゴールデン・エイジ の終わりは迫っていて…
何とか頭数は揃ったものの、半分以上が素人同然のかもめ中サッカー部。しかし唯はこのチームで他の中学校のサッカー部とクラブチーム、全てを倒して日本一になると宣言する。「手品師（トリックスター）」の魔法は奇跡を起こせるのか?

## 登場人物
登場する中学校名は神奈川県内に実在する中学校のもじりである（例：御所美中学校→藤沢市立御所見中学校）。

### 県立鴎ヶ崎中学校
通称『かもめ中』。サッカー部が東神学園に大敗した後に部員が大量に抜けてしまい、近江ら不良軍団の溜まり場と化していたが、同じかもめ中の生徒である唯・浦田・ナリアの元茅ヶ崎シーサーペンツジュニアユースの3人が加入し、不良軍団との勝負を経て、部員達のサッカーに対する意識が変化していく。コーチなどは存在しないが、『手品師』白河唯の繰り出すマジックにより、部員たちの力が引き出され、数々の強豪チームを相手に快進撃を繰り広げる。
白河 唯（しらかわ ゆい）
本作の主人公。1年生。ポジションはFW。地元のJリーグ1部のクラブチーム、茅ヶ崎シーサーペンツのジュニアユースチームに所属していた。U-13日本代表。
普段は締まり無くニコニコと笑っており緊張感の欠片も感じさせないような性格だが、サッカーに関しては、高い技術と勝利への執念を併せ持ち、どんな場面でも圧倒的な技とスピードとセンスで突破する最強プレーヤー。彼が所属するチームはまるで魔法がかかったように勝ってしまう事から、「手品師（トリックスター）」との異名を付けられる。周囲から大いに将来を期待されているが、いわゆるスターには興味がなく、ただ「誰も見たことがない最高のプレー」をしたいと望んでおり、その為には敵でもいいから自分の想像を超える選手を見つけたいと願っていた。そんな時、近江舷也に出会い、彼が自分の求めていた選手だと直感する。その後、所属チームが親会社の経営難から解散を余儀なくされ、その間10球団前後ものプロサッカークラブのジュニアユースチームからのオファーがあったにも関わらず、トニオコーチや浦田などの反対を押し切り、近江のいるかもめ中サッカー部への入部を決める。中学のサッカー部・クラブチーム全てを倒して日本一になる事が目標だと宣言する。
プレイヤー、司令塔として唯を上回る者が作中に現れておらず、事実上無敵である（ように見える）。そのずば抜けた能力ゆえに周囲からより優れた環境でのプレイを求められ、小学生の時に9つものチームを転々とした過去がある。手品の趣味もあるが、こちらは上手くない様子。外見に反してかなりの大食いで、普通の子の3倍は食べるらしい。
戦術によってはトップ下やボランチでもプレイができる。
誕生日は8月19日。身長162.3cm。体重53.2kg。好きな食べ物はおにぎり。なんでも食べる。口癖は「大丈夫ですよっ！」。
「唯」という名前とルックスから女の子に間違われる事も少なくはない。ふわふわしているものの、一度決めたことを曲げない意志の強さを持つ。
かもめ中を卒業後、鴎ヶ崎高校（かもめ高）に進学。高校2年生時には日本代表(A代表)の背番号10を背負いエースとして君臨し、親善試合の際に、イギリスから帰国した近江と再会した。
近江 舷也（おうみ げんや）
本作のもう一人の主人公。1年生。ポジションはFW。校内でも有名な不良で、かもめ中サッカー部にたむろする不良達のリーダーだった。
実は世界的に有名なサッカー選手である秋月烈也の息子であり、小学生の頃はサッカーの練習で才能も覗かせていたが、父に自分のサッカーを全否定（台詞や秋月の性格から「父に褒めてほしいから」という動機が否定された原因とも読める?）されてからサッカーから遠ざかっていた。練習への参加を賭けた唯達との試合で抑え込んでいたサッカーへの情熱を刺激され、サッカーに本気で取り組む事になる。そんな経緯の為サッカー選手としての技量は低いが、それをカバーできるほどの中学生離れした身体能力・反応能力を持ち、困難な状況である程ボールに対する集中力が増す。東神学園のエース・一色との出会いで、「“ゴールデンエイジ”と言われる9歳から12歳の間に練習をしなかった者は一流になれない」と言われ気落ちするが、唯に13歳の誕生日まであと1年ある事を指摘され、3年間の空白を最後の1年で取り戻すべく、1ヶ月でスパイクを履き潰すほど練習を積んでいる。
サエグサ杯では直前にトニオの、シュートを足だけでボールを止めてゴールキーパーをやると言う猛特訓を受け、シュート並みの勢いのボールを空中でコントロールするほどのトラップ技術を得たことで、足元の感覚とボールタッチのズレがなくなり、才能が爆発的に開花。飛び出したゴールキーパーをボールをリフトして一瞬でかわしたり、ドルフィンズDF陣をドリブルで抜き去るなど、本来持ち得なかった華麗なテクニックを披露し、唯にも負けず劣らずの選手に成長した。
切り札はアウトサイドキックであり、常人を超越した脚力を限界まで引き出して放つスライスカーブシュートは、その余りにも急角度なカーブとスピードでキーパーに視界から消えたと錯覚させるほどの威力を持つ。
誕生日は3月9日。身長163.8cm。体重53.2kg。好きな食べ物は寿司（エンガワ）。好きなゲームは『どうぶつの森』。口癖は「オレは○○○しろと言われて、○○○したことはねえんだ」。母は、彼がサッカー部に入っていたことを地区優勝するまで知らなかった。ユニフォームは自分で洗っているという。
その後、中学3年生時にイギリスのFAプレミアリーグ・ニューカッスル・ユナイテッドのスカウトを受け、卒業後に渡英。16歳でプレミア史上最年少ゴールを決める活躍をし、日本代表に選出、日本代表エースとして君臨する唯と国立競技場で再会した。
浦田 虎昌（うらた とらまさ）
1年生。北海道小樽市出身。ポジションはMF（トップ下）。唯の親友。あだ名は「トラ」。眼鏡をかけており、眼鏡がなければほとんど何も見えない状態になる。唯と同じく茅ヶ崎シーサーペンツジュニアユースに所属していた。現実的な性格であり、天然の唯や我を張り通す近江に振り回され、度々キレている。しかし両者ともまるで動じないため、大抵は浦田が諦めて矛を収める事になる。基本的に口調が厳しい事もあって誤解され易いが、近江には何故か初期から気に入られている。シーサーペンツ解散後、最初はかもめ中サッカー部への入部をためらったものの、唯とナリアが入部するというので、仕方なく入部。プレイに安定性を欠く近江を選手としては信頼しきれていないが、素質は認めており、丸蔵中戦では近江を罵倒した蘭に反発するなど、普段のやり取りから感じる印象ほど彼を嫌っている訳ではないようだ。技術、特にパスの精度は高く、FWの能力を生かすパスを武器としており、決定的なラストパスでチャンスを演出する。ファウルをもらえないとふてくされてしまうなど、唯やナリアに比べ精神的に弱い部分があったが、蘭の指摘と唯のプレーにより克服する。
5月12日生まれ。身長159.6cm。体重52.1kg。将棋アマ初段である。
その後は、かもめ中を卒業後、横浜ドルフィンズのユースに入団する。
ナリア・パルタス・エルプリシア
1年生。ポジションはDF（センターバック）。唯と同じ茅ヶ崎シーサーペンツジュニアユースに所属していたブラジルからの留学生。唯の親友。あだ名は「ナリアちゃん」で、呼びかけには「ちゃん」を付けないと反応しない。チーム解散後、日本の部活にも興味があるという事でサッカー部に入部。唯と同じくいつもは天然キャラだが、ここぞという時のディフェンスではかなりの冴えと強い意志を見せる。相手チームのFW3人を一人で押さえ込み、甲斐のドリブルを止めるなど、守備に関しては技術面、フィジカル面共に非常に優れた能力を持つ。彼にパスが無いとわかっている状況での1対1で勝てるドリブラーはほとんどいないという。
老夫婦の元にホームステイしており、お爺さんの「～だのう」からうつった「～だの」というのが口癖。
7月10日生まれ。身長168cm。体重55.8kg。豆腐が嫌いだが残さず食べる。日本に来たときから母国語を一切話さなかったため、日本語がすぐに話せるようになったと老夫婦は話す。
かもめ中を卒業後、ブラジルに帰国した。
蓮葉 怜士（はすば れいじ）
1年生。FWからGKまでこなすオールラウンダー。どこか冷めていて、とても現実的な性格であり、状況を冷静に分析している。成績は常にトップクラス。小学生時代は地元のジュニアチームに所属しており、シーサーペンツのスカウト候補にも挙がっていたが、近江達の不良軍団に属していた事から、理由は明らかでないが一時サッカーからは離れていた様子。日本一のジュニアユースチーム相手にGKとして好セーブを連発するなど、力量・才能は高く、東神学園のエース、一色の後継者としてスカウトもされていたというほど。蓮葉家は三代にもわたり大臣職を輩出している名家で、妹曰く総理大臣になるのが夢との事で、そのため小学生の頃から学級委員を務めるなど、将来政界に打って出ることを視野に入れ、計算づくの人間関係を築いていた。そんな時に近江舷也と出会い、その性格や言動から初めて蓮葉が一目おく存在となり、以来近江を互いに尊敬し合う友人として慕っている。誰に対しても敬語で話すが、浴びせる言葉は実に辛辣で慇懃無礼そのもの。基本的に人を見下しているが、唯や近江など才能ある人間には興味を持つ。ナリアちゃんのホームステイ先で泊り込みの守備特訓を行った際にラーメンに餡子を投入したり、およそ中学生が読むとは思えない雑誌を読んでいたり（スワヒリ語の雑誌等）、若干常人とずれた面も持ち合わせている。妹の依々子は、小波と同じくジュニアモデルをしている。かもめ中では当初はGKを任されることが多かったが、後にMF（ボランチ）で守備の要として活躍する。サエグサ杯では試合中にトップ下にポジションチェンジし、東京イーグルス戦ではハットトリック、横浜ドルフィンズ戦でも1得点をあげている。
誕生日は3月12日。実は近江よりもゴールデンエイジが終わるまでの残りの日数が長い。身長161.5cm。体重51.2kg。
徳川 広将（とくがわ ひろまさ）
3年生。通称「徳ちゃん」。ポジションはGKまたはDF、MF。一応キャプテンである。実力はさほどではないものの、サッカーに対する姿勢は真摯。
前年、東神学園に26対0で敗れた後、殆どの部員が退部してしまったかもめ中サッカー部を守ってきた。熱血系で意欲的だが、強そうな相手には卑屈になってしまい、近江達に部室を乗っ取られる一因にもなっていた。小波の熱烈なファンであり、少々度が過ぎるきらいもあるが、それを隠そうともしない。
蓮葉がボランチに入ってからは代わりにGKでプレイするようになる。
チームに対する思いは確かであり、横浜永和戦では円陣にてメンバーへの思いを伝え、悪い流れを変える。また、敵の決定的チャンスをチームのために身を呈して止めたプレーは、自身は退場になったものの、近江覚醒のきっかけとなった。
7月19日生まれ。身長176cm。体重74kg。
かもめ中を卒業後、かもめ高に進学。主力としてかもめ高の高校2冠に貢献する。高校卒業後はデザイナーとなった。
佐渡 大輔（さど だいすけ）
3年生。ポジションはDF（右サイドバック）。GKをすることもある。徳川や真田と共にサッカー部に残った一人。とても普通で目立たない地味な人。ミスの少ないサッカーをする。
かもめ中を卒業後、かもめ高に進学し、その後高校を卒業した。
真田 勇気（さなだ ゆうき）
2年生。ポジションはDF（左サイドバック）。東神学園に敗れた後も退部せず、徳川、佐渡と行動を共にしていた。現実派で常識的だが弱気な面がある。
かもめ中を卒業後、かもめ高に進学。蘭や後輩らと共に、高校3冠に挑戦する。
藤川 文哉（ふじかわ ふみや）
1年生。ポジションはMF（右サイドハーフ）。スピードに優れている。
元不良軍団の一人で、近江を除く元不良軍団の中では最初にサッカーに対し真面目に取り組み始めた。小学校の先生が原因で、どうせ自分は何をしても駄目なんだと無気力だったのが不良化した原因だったが、試合でゴールを決めた事で、信頼され努力をし、そして結果を出す喜びを見出す。彼の変化は元不良軍団が徐々にサッカーに感化されていくきっかけとなる。堤とは幼馴染。
かもめ中を卒業後、かもめ高に進学した。
12月1日生まれ。身長158cm。体重51kg。好物は鳩サブレ。趣味はゲーム（任○堂の信者らしい）。宝物は親にもらった初回ロットのファ○コン。
宮内 洋太（みやうち ようた）
1年生。ポジションはDF（センターバック）。
元不良軍団の一人。モヒカン頭が特徴の巨漢。読みが鋭くパスカットに光るものを見せる。12歳にして179cmの身長を誇り、ナリアには「みやっち」と呼ばれ、DFとして大成すると見込まれている。物事が上手く行きそうになると調子に乗り過ぎて失敗する悪癖があり、人間関係の構築ができず不良と化していた。試合でも悪癖が出てしまい失点の原因になるが、DF陣は誰一人彼を責める者は無く、仲間との繋がりを実感し失敗後の諦めを克服する。
身長179cm。体重71kg。好きな食べ物はプリン。嫌いな食べ物は鶏肉。モヒカンは小学3年生からで、前歯は喧嘩のし過ぎで欠けた。
かもめ中を卒業後、かもめ高に進学。高校2年時にはモヒカンの部分を合わせて身長217cmになった。
高校では唯、蘭と共に県ベスト11に選ばれるなど飛躍的に成長している。
堤 悠人（つつみ ゆうと）
1年生。ポジションはMF（左サイドハーフ）
元不良軍団の一人。藤川とは幼馴染。過去にピアノをやっていたが、憧れの先生が結婚退職したためにやめてしまったことがある。唯と近江のドルフィンズ移籍の噂が飛んだ時は2人を非難したものの、唯のアドバイスでフェイントが成功したことでサッカーに喜びを見出し、それは唯のおかげだと感じ、後に唯達と和解する。単細胞な性格。
誕生日は6月28日。身長149cm。体重45kg。好きな食べ物は玉子焼き。嫌いな食べ物は魚（ただしサンマだけは食べられる）。趣味はスニーカー、パーカー、短パン収集。
かもめ中を卒業後、かもめ高に進学した。
橋本 靖（はしもと やすし）
1年生。ポジションはMF（主にサブ要因）。
元不良軍団の一人。他の元不良軍団達のように全然悪く見えない、至って普通の印象。観察眼に優れているようで、細かい点に良く気が付く。
身長151cm。体重44kg。
かもめ中を卒業後、かもめ高に進学した。
大田原 源二（おおたわら げんじ）
1年生。ポジションはDF（サブ要因）。
元不良軍団の一人。パーマ頭とずんぐりした体型が特徴で、ヘアースタイルには気を遣うらしい。好物は食べられるもの全て（特にカレー）である。試合後の食事で最大の力を発揮するという。身長152cm。体重82kg。かもめ中のメンバーで唯一試合で出場する事は無かった。
かもめ中を卒業後、かもめ高に進学した。
羽田 小波（はねだ こなみ）
本作のヒロイン。1年生。ジュニアモデルをしている女子中学生。かもめ中入学当初はサッカーに自体に興味はなかった（「イケメン」選手を多少チェックする程度）が、唯のプレーを見てから、サッカーに興味を持ち出す。唯にはベタボレで、いつも気を引こうと奮闘しているが、結果は余り芳しくない。近江とは犬猿の仲だったが、彼女が木に引っかけたボールを取ってくれる優しさや、試合での頑張りを見ている。そのため近江の悪口を言った他校の中学生を叱ったこともある。
かもめ中を卒業後も、高校に通いながらモデルを続けている。唯の事が未だに好きなようであり、また近江とも変わらず犬猿の仲のようであるが、かつてと変わらない掛け合いを見せた。
聡美（さとみ）
小波の友人で、「暇だから」という理由で毎回小波と共にかもめ中の試合を観戦に来る眉の太い女の子。かなり初期から登場していたにも関わらず、58話まで名前が明かされなかった。
福田（ふくだ）
サッカー部の顧問。初老で、囲碁部と掛け持ちで担当している。20年以上顧問をしているのにも関わらず、サッカー選手で知っているのは釜本邦茂だけである。

### 茅ヶ崎市立丸蔵中学校
蘭 澄主（あららぎ すみかず）
茅ヶ崎市立丸蔵中学2年生。モデルはアラン・スミス。
唯と同じ茅ヶ崎シーサーペンツで10番を付けていたが、首脳陣が10番を唯に回すと決定した事に納得が行かず、シーサーペンツ解散後もそれを引きずっていた。
自分が唯より格上である事を証明すべく、クラブチームからのオファーを蹴って敢えて公立中学校のサッカー部に入り、かもめ中の前に立ちはだかる。
自らも積極的に点を取りに行く攻撃的なMFで、対戦時点では唯すら凌ぐと言われる技術と、「鷹の目（ホークアイ）」と呼ばれる、上空から見たかのようにピッチ上の選手の位置を正確に把握する能力を駆使し、瞬く間に3点を先取してかもめ中を苦しめた。しかしチームメイトをも見下し自分一人の力で勝ちに行こうとする姿勢が不協和音を呼び、その為に逆転を許し敗れ去る。敗戦後、上井を始め蘭を必要だと言うチームメイトに対し、狭量さを捨て丸蔵中に残った。現在では、唯に対するわだかまりはある程度吹っ切れたようである。
ルックスは悪くないが、サッカー漬けの生活を送っているので彼女はいない、と単行本4巻末のキャラ紹介で感嘆符付きで断言されている。
丸蔵中を卒業後、かもめ高に進学。サエグサ杯は横浜ドルフィンズに屈したものの、インターハイ、全国高校サッカー選手権は優勝した。高校3年時にはサッカー部のキャプテンに就任し高校サッカー3冠を目指しチームと引っ張っている。県ベスト11に選ばれている。
上井 竜二（うえい りゅうじ）
茅ヶ崎市立丸蔵中学1年生。モデルはウェイン・ルーニー。
蘭のパートナーとも言えるFWでシュートのパワーはかなりのもの。蘭のパスを受けゴール右上隅を狙うのがプレイスタイル。
しかし他の事は一切出来ず、シュートも得意なコースにしか打てない為、そこを突かれかもめ中DF陣に働きを封じられてしまう。
蘭を慕っており、丸蔵中を去ろうと考えていた蘭を最初に引き止めたのは彼である。
朴訥な少年だが、サーフィン、スノボ、スケボーなどを趣味とする。年上で美人の彼女がいるらしい。
丸蔵中を卒業後、かもめ高に進学した。

### 私立東神学園中学校
神奈川県下最強と言われる中学校サッカー部。
一色 単（いっしき ひとし）
東神学園の3年生。ポジションはMFでチームの攻撃において中核となっている。広い視野と早い判断能力を持ち、確かな走力に支えられたノーキープのキラーパスを得意とする。今でこそプロ注目の選手だが、その評価はジュニアユースのセレクションに落ちて以降、中学時代に不断の努力をした成果が基となっている。彼もスパイクを1ヶ月で履き潰した経験があり、似たような境遇で努力を惜しまない近江に関心を持っていたが、県大会地区予選決勝戦でのかもめ中との激闘を経て、遂に近江を選手として認めるに至る。試合後は近江に励ましの言葉をかけた。
卒業後は横浜ドルフィンズのユースを経て、その後プロ契約した。
甲斐 悠里（かい ゆうり）
東神学園1年生。ポジションはFW。抜群のドリブルセンスの持ち主。セリエAのジュニアユースでプレイしていたせいか、登場時は日本の選手やチームを明らかに見下していた。一色には比較的従順だったが、我がまま勝手な言動や振る舞いが目立っていた。しかし、本人にはさして悪気がある訳でもなさそうで、単に子供なだけなのかも知れない。かもめ中との試合では、自分の能力への過信もあり、味方にパスをせずに独りよがりなプレーをし、そのことを見抜いたナリアや、ドリブルの癖を掴んだ白河にボールを奪われ、味方を危険な状態へと追い込ませてしまう。その際一色に叱咤を受け、チームの一員である事を意識するようになる。湘南地区トレセンでは浦田とコンビを組む。
卒業後はFC横浜ドルフィンズのユースに入団した。
喜田 京助（きだ きょうすけ）
東神学園3年生。主将にしてDF陣の要。巨体が持つ圧倒的なパワーを活かしたディフェンスを得意とする。特にその深くえぐり込みながらもファウルの境界線を絶対に侵さないスライディングは、神奈川のFW全員を恐れさせると言われる。一色や甲斐の攻撃力に目を奪われがちだが、東神学園の真の強さは彼が纏め上げる頑強な守備力にあり、現チームになってからの失点はかもめ中との対戦まで「0」であったことがそれを示している。一色と共にチームメイトから絶対的な信頼を置かれている。かもめ中との戦いでは、最後の最後まで全力を尽くしてプレイする姿勢を示し、諦めのムードが漂っていたチームメイトを奮い立たせた。
卒業後はかもめ高に進学し、その後高校を卒業した。

### FC横浜ドルフィンズ
Jリーグのチーム。ジュニアユースは全国からスカウトされた精鋭達の揃う、中学生世代において国内最強レベルのチーム。
丹波 真時（たんば しんじ）
FC横浜ドルフィンズのジュニアユースチームに所属する1年生。ポジションはFW。北海道からスカウトされて神奈川にやって来た。ナショナルチームでは唯と共に2トップを務め、その実力は唯と甲乙付け難いと言われている。爆発的な加速力で守備陣を切り裂くドリブルを得意とし、それを左足一本で行なう事から、丹波の左足は「黄金の左足」と呼ばれている。単騎突破が持ち味だが、他人を使う事にも長けている。地区トレセンでは近江の潜在能力をいち早く見抜き、コンビを組んでその力を存分に引き出した。勝利への強い執着心を持つ。
ジュニアユースを経て、FC横浜ドルフィンズのユースチームに所属している。
山根 淳（やまね あつし）
FC横浜ドルフィンズのジュニアユースチームに所属する1年生。長身のDF。かつては唯のチームメイトだったが、シーサーペンツ解散後にドルフィンズに移籍した。唯の事を信頼している。
出雲 光（いずも こう）
FC横浜ドルフィンズで14歳にしてトップチームで活躍している天才。ポジションはMF。中学生ながらユースの選手にも当り負けないフィジカルを持ち、また相手の重心移動と圧倒的なスピードを利用したドリブルにより相手との接触の少ないプレーができる。トップチームではアシスト王になっている。どんな状況でも勝利を導く姿から「神の子（エルニーニョ）」と呼ばれる。天才肌タイプの人間で、自分が予想した試合結果についてはほぼ外したことがない。しかし、急遽練習試合の対戦相手となったかもめ中を相手にした際、近江のゴールで自らの予想が外れ、不満の表情を覗かせる。
本名は白河光。唯の実兄であり、現在はユースの寮で暮らしている。幼少期は唯とコンビを組んでプレーしていたが、真夜の考えに触れた唯が「想像を超えるプレー」を追い求めだしたことがきっかけで袂を別つ。唯のサッカーに対する考えを変えた義母の真夜に対して好意を持っていないようだが、遊芽のことは気に入っている。登録名の『出雲』はテレビを見て適当に名付けた。
サエグサ杯のかもめ中戦では圧倒的な力を見せつつも、味方の力を120%引き出して戦う唯や想像を超える覚醒を果たした近江の前にペースを乱され、退場に追い込まれる。
三条 政宗（さんじょう まさむね）
FC横浜ドルフィンズのスカウトで、元サッカー選手。結構スゴいDFだったらしい。サングラスがトレードマークで、菓子類を持ち歩いて食べている。チームの意向で誘おうとした唯には断られ続けているが、諦めていない。その一方で自らが見出した近江にはチームの練習に誘った際に暴れられてしまい、辞表の提出を考えてしまったほど。秋月とは現役時代からの知人らしく、決して多くは語らない秋月の息子に対する心情に気づいている。
唯たちが高校2年生になった時点では、サッカー協会で仕事をしている。

### 栄大藤沢中学校
神奈川県内の古豪。倉地の加入により超攻撃的なチームへと変貌。県大会準決勝でかもめ中と対戦する。学校のモデル名は日本大学藤沢高等学校をもじっている。
倉地 遼介（くらち りょうすけ）
栄大藤沢の1年生。ポジションはMF。自らが中核となってゲームを作り、それで勝つ事に意義を見出している。元はドルフィンズに所属していたが、上層部が丹波を北海道から呼び寄せ、彼を中心としたチーム作りを始めた事に不満を持ち、ドルフィンズを離脱した。近江に匹敵するスピードとミドルレンジからもゴールを決められる強力なシュートを持ち、恵まれた体格もあってそのプレイはダイナミック。地区トレセンでのミニゲームでは、同じ栄大藤沢の江島と組んで、近江・丹波組とほぼ互角に渡り合った。その後、県大会の準決勝で唯達と対決、豪快なプレースタイルで一時リードを奪ったが、終盤に逆転負けを喫する。試合後、「次に勝つのは俺達だ」と言い放ち、負けず嫌いな性格だということが分かった。
幕田 建一（まくた けんいち）
2年生。ポジションはMF（右サイドハーフ）。あだ名は「まくたん」。
小柄だが快速のドリブラーで、1年の時から試合には出ていたもののチームの守備重視のスタイルのせいであまり活躍出来ていなかったが、倉地の加入で才能を開花させた。一色曰く、いろんな意味で甲斐と同じようなタイプのドリブラー。

### 横浜永和学園
神奈川県の新勢力となるチーム。進学校故に戦術理解度が高く、滝を中心とした堅牢なディフェンスで相手に得点を許さぬ超守備的なチーム。
滝 数馬（たき かずま）
横浜永和の3年生でキャプテン。ポジションはGK。FAプレミアリーグのエヴァートンFCのJr.ユースで第1キーパーを務めていたという経歴を持つ。日本に帰国する際、「組織的な守備には高い戦術理解力が必要」とJリーグのチームからの誘いを断って進学校の横浜永和学園に編入し、サッカー部へ入部した。県大会準決勝で東神学園相手に完封勝利をおさめる。
県大会決勝でかもめ中と対決、その鉄壁の守備で終盤まで1点も許さなかったが、覚醒した近江に2点を奪われ、敗北した。
利光（としみつ）
横浜永和の3年生で副キャプテン。ポジションはDF。理知的ではあるが相手の足を削ることさえ容赦ない狡猾さを持っており、気合いが空回りする近江を挑発したりした。
美島 剣二（みしま けんじ）
横浜永和の1年生。テクニックはほとんど皆無だが、フリーキックに関しては超一級の精度を持っており、準決勝で対戦した東神学園を一発で沈めている。
かもめ中との対決でもフリーキックを披露し、1点先取に成功するが、2度目は覚醒した近江に防がれる。

### 他チームの選手や関係者
トニオ・カペロッシ
茅ヶ崎シーサーペンツジュニアユースの元コーチ。Jリーグ元得点王で、現役時代に秋月と2トップを組んでおり、秋月の凄さを体感している。唯にとっての理解者だが、唯がかもめ中でサッカーをする事に関しては理解の範疇を超えているようだ。幼い頃の近江と面識があるがトニオは近江の名字が変わっているため気づきそうで気づいていない。現在は無職。趣味は鮎・ヘラブナ釣り。出身はイタリアで年齢は38歳。家族は日本人の妻と一人息子、好きな食べ物はペスカトーレで嫌いな食べ物はたまご豆腐。ユースのコーチの頃は、チームの人が蹴ったボールなら車に当たっても本望だというくらい優しく、元J1得点王の威厳を感じさせない。舷也には唯の100％のプレーを引き出せると期待している。
安東（あんどう）
東京イーグルスのジュニアユースに所属する選手。唯と共にU-13の代表に選ばれていたが、コーチ陣は唯の方を高く評価し、彼が試合に出る事は無かった。その為に唯に対して激しい敵対意識を持ち、唯が他のジュニアユースに移籍しなかった噂を聞き、様子を見にわざわざかもめ中を訪れる。長身から繰り出す角度のあるヘディングシュートが武器。唯のサッカー引退を賭けてかもめ中と試合をするが、単調なプレイをナリアに見抜かれて攻撃を封じられ、敗北した。サエグサ杯でもかもめ中に敗れたが、唯と近江の力を認めていた。
来島 勝彦（くるしま かつひこ）
来島スポーツ店店主。彼の経営する店は評判が良く、プロ選手も度々訪れるらしい。かもめ中サッカー部OBであり、近年のかもめ中の弱さに落胆していたが、たまたまボールを買いに訪れた唯との出会いがきっかけで、かもめ中の試合を（店をほったらかしで）常に観戦するようになる。仕事柄サッカーには詳しく、解説役を担う事が多いものの、トニオが一緒だった丸蔵中戦では口を挟めず寂しげな様子も見られた。時々、監督気取りな一面も見せる。
秋月 烈也（あきづき れつや）
イギリス・プレミアシップで活躍している、現在（この作品世界の）日本でトップクラスの選手。かつては茅ヶ崎シーサーペンツにエースとして所属していた。近江舷也の父で、サッカーを含めて舷也には厳しく当たっていた。舷也が幼い頃、サッカー選手としてより高みを求め、チームと家族を躊躇い無く捨て渡英した。なぜ息子と苗字が違うのかは明言されていない。
白河 真夜（しらかわ まや）
唯の義理の母親。現在24歳。元女子日本代表の選手であり、20歳で結婚して引退。転がっているボールを見ると現役時代の習性からリフトアップをしてしまう。唯のことを「唯くん」と呼び、唯からは「真夜さん」と呼ばれている。結婚する前に出会った唯に、光とだけでなく周囲の人間とのプレイを勧めたことで、唯と光が袂を分かつきっかけを作った人物でもある。なお白河兄弟を引き取った経緯は作中では語られていない。
白河 遊芽（しらかわ ゆめ）
唯の妹。現在4歳。
紀伊（きい）
地区トレセンでのコーチで元プロのGK。普段はとても温厚な人物だが、女性運に恵まれず、他の男が女性と親しくしているのを見ると突然キレて性格が豹変する。
蓮葉 依々子（はすば いいこ）
怜士の妹で、小波の後輩のモデル。兄同様に言葉遣いは丁寧だが、人を食ったような態度を見せる。怜士と近江の友情関係を知っている。自身の夢は近江の妻になることであり、モデルをやってるのも女を磨くためとのこと。

## 単行本
単行本（コミックス）は、全15巻が小学館より発売されている。
- 第1巻：2006年8月11日 ISBN 4-09-120576-3
- 第2巻：2006年11月17日 ISBN 4-09-120679-4
- 第3巻：2007年2月16日 ISBN 978-4-09-120890-3
- 第4巻：2007年5月18日 ISBN 978-4-09-121070-8
- 第5巻：2007年8月10日 ISBN 978-4-09-121160-6
- 第6巻：2007年11月16日 ISBN 978-4-09-121214-6
- 第7巻：2008年2月18日 ISBN 978-4-09-121286-3
- 第8巻：2008年5月14日 ISBN 978-4-09-121386-0
- 第9巻：2008年7月18日 ISBN 978-4-09-121447-8
- 第10巻：2008年10月17日 ISBN 978-4-09-121505-5
- 第11巻：2009年1月16日 ISBN 978-4-09-121567-3
- 第12巻：2009年2月18日 ISBN 978-4-09-121627-4
- 第13巻：2009年3月18日 ISBN 978-4-09-121628-1
- 第14巻：2009年7月17日 ISBN 978-4-09-122008-0
- 第15巻：2009年10月16日 ISBN 978-4-09-121780-6

## 協力者など
- 吉村憲文（スポーツライター）
- 松本山雅フットボールクラブ
- 暁星中学校
- 東京ヴェルディ